# Michail Koelagin
Michail Andrejevitsj Koelagin (Russisch: Михаил Андреевич Кулагин) (Moskou, 4 augustus 1994) is een professionele basketbalspeler die speelt voor het nationale team van Rusland.

## Carrière
Koelagin begon zijn carrière bij Trioemf Oblast Moskou Ljoebertsy. In 2014 speelde hij voor Rossija Novogorsk. In 2015 verhuisde hij naar CSKA Moskou. Met die club won hij het Landskampioenschap van Rusland in 2016, 2017, 2018 en 2019. Met CSKA won hij in 2016 de finale van de EuroLeague Men. Ze wonnen van Fenerbahçe uit Turkije met 101-96 na verlenging. In 2019 stond Koelagin met CSKA weer in de finale van de EuroLeague Men. Ze wonnen van Anadolu Efes uit Turkije met 91-83. In 2020 verhuisde Koelagin naar Jenisej Krasnojarsk.
Koelagin speelde met Rusland op het Europees kampioenschap 2017.

## Privé
Michail heeft een oudere broer, Dmitri Koelagin, die ook een professionele basketbalspeler is.

## Erelijst
- Landskampioen Rusland: 4
  - Winnaar: 2016, 2017, 2018, 2019
- EuroLeague Men: 2
  - Winnaar: 2016, 2019
  - Derde: 2017